# هوائاک‌سان
هوائاک‌سان (به کره‌ای: 화악산) یک کوه است که در کره جنوبی واقع شده‌است. هوائاک‌سان ۱٬۴۶۸٫۳ متر بالاتر از سطح دریا واقع شده‌است.